# ارسین تاتار
ارسین تاتار (زاده ۷ سپتامبر ۱۹۶۰) پنجمین رئیس‌جمهور قبرس شمالی و یک سیاستمدار ترک قبرسی است. وی پس از فروپاشی دولت ائتلافی توفان ارهورمان در ماه مه ۲۰۱۹ نخست‌وزیر شد و تا زمان انتخاب خود به عنوان رئیس‌جمهور در این سمت بود. او همچنین رهبر حزب وحدت ملی (UBP) و رهبر اپوزیسیون بود.

## اوایل زندگی
ارسین تاتار در ۷ سپتامبر ۱۹۶۰ در نیکوزیا متولد شد که پدرش سیاستمدار رستم تاتار و مادرش جانو تاتار بود. او دانش‌آموز شبانه‌روزی در مدرسه فارست، یک مدرسه خصوصی در شرق لندن، انگلستان بود،و در کالج عیسی در کمبریج تحصیل کرد، جایی که در سال ۱۹۸۲ در رشته اقتصاد مدرک گرفت.

## زندگی حرفه ای

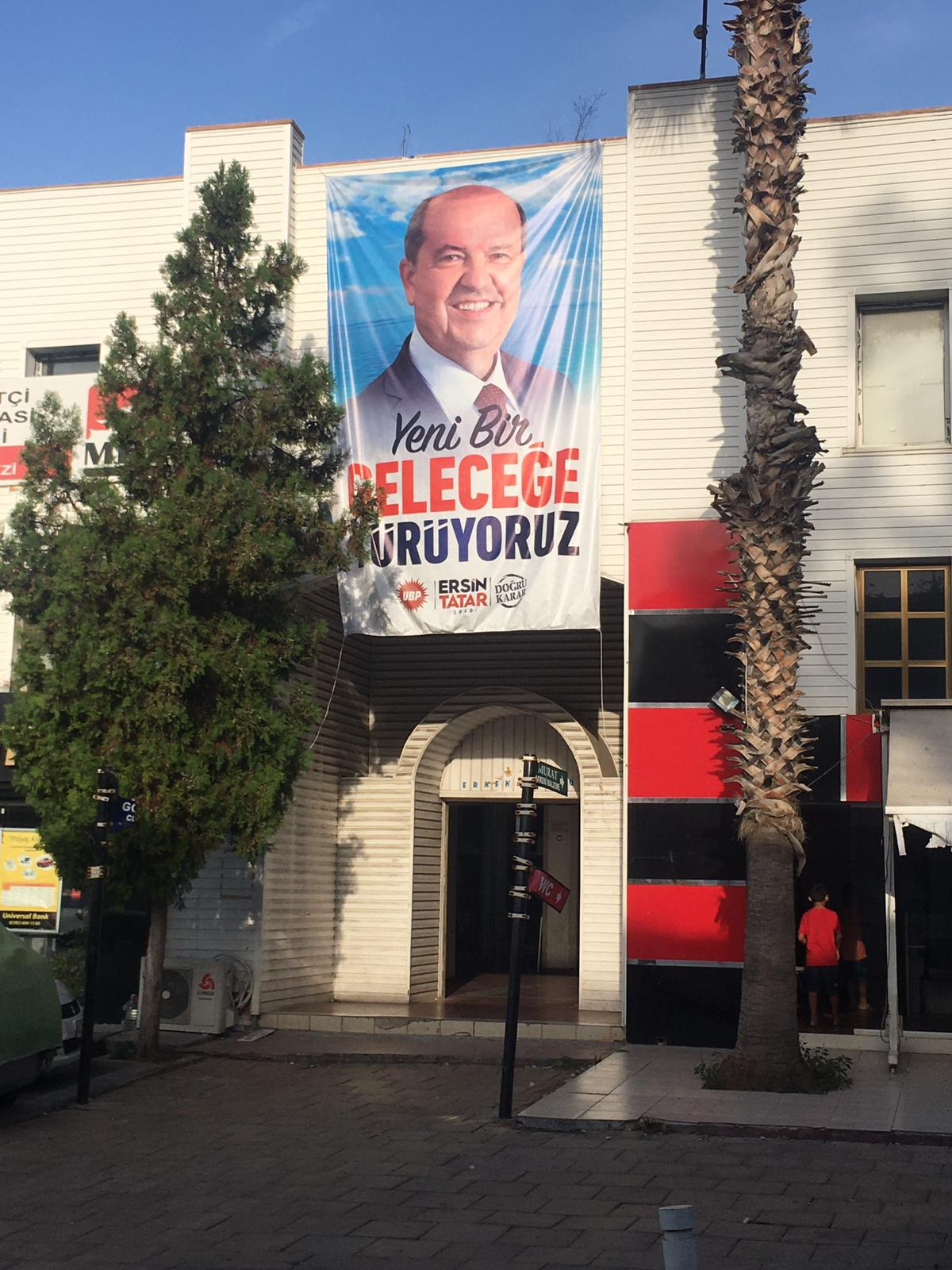
محل خدمت او قبل رییس جمهوری

از سال ۱۹۸۲ تا ۱۹۸۶، تاتار به عنوان یک حسابدار رسمی در شرکت PriceWaterhouse در انگلستان کار کرد. از سال ۱۹۸۶ تا ۱۹۹۱، او برای «پولی پک» کار کرد، و زمانی که با بدهی‌های ۱٫۳ میلیارد پوندی سقوط کرد، دستیار خزانه دار شرکت بود.
در محاکمه ای که منجر به محکومیت ۱۰ ساله اصیل نادر، مدیر عامل شرکت، شد، ادعا شد که تاتار "به آقای نادر در انتقال غیر صادقانه پول از PPI کمک کرده و از رابطه کاری نزدیک با رئیس "پولی پک" برخوردار بوده‌است." هنگامی که تاتار در سال ۲۰۱۹ از بریتانیا دیدن کرد، برای اولین بار از سال ۱۹۹۱، این نگرانی وجود داشت که ممکن است او به خاطر نقش خود در پولی پک دستگیر شود، اما دفتر تقلب جدی بریتانیا گفت که این «دیگر به نفع عمومی نیست».
در سال ۱۹۹۱، او به آنکارا نقل مکان کرد و تا سال ۱۹۹۲ در FMC Nurol Defense Industry Co کار کرد. از سال ۱۹۹۲ تا ۲۰۰۱، او هماهنگ‌کننده کلی Show TV، یک کانال تلویزیونی ترکیه متعلق به گروه رسانه ای Ciner بود. در سال ۱۹۹۶، او کانال تلویزیونی کانال تی خود را در نیکوزیا تأسیس کرد.
او همچنین یکی از اعضای فعال جامعه دیاسپورای قبرس در ترکیه بود و از سال ۱۹۹۷ تا ۲۰۰۱ رئیس انجمن فرهنگی ترک‌های قبرس استانبول بود.

## سیاست
تاتار در سال ۲۰۰۳ وارد سیاست شد و به UBP پیوست. او برای اولین بار در سال ۲۰۰۹ در پارلمان انتخاب شد و تا زمان شکست حزبش در سال ۲۰۱۳ به عنوان وزیر دارایی در دوران درویش اروغلو خدمت کرد. در سال ۲۰۱۵ برای رهبری UBP نامزد شد و شکست خورد. در سال ۲۰۱۸ او دوباره تلاش کرد و پیروز شد.
تاتار از حمله سال ۲۰۱۹ ترکیه به شمال شرق سوریه حمایت کرد و گفت که ترک‌های قبرس همیشه در کنار ترکیه هستند.
تاتار حامی راه حل دو دولت است.
یک هفته قبل از انتخابات ریاست جمهوری ۲۰۲۰، تاتار از ترکیه دیدن کرد. او پس از ورود خود اعلام کرد که با برکت رجب طیب اردوغان، رئیس‌جمهور ترکیه، ساحل بسته واروشا را بازگشایی خواهد کرد. اقدام برای گشایش ساحل که توسط تاتار اعلام شد، محکومیت گسترده‌ای را هم در شمال و در جمهوری قبرس و هم در جامعه بین‌المللی برانگیخت. علاوه بر این، کودرت اوزرسای، معاون نخست‌وزیر وقت، استعفای خود را اعلام کرد و ارسین تاتار را به دزدیدن ایده او متهم کرد. اوزرسای، که اولین کسی بود که خواستار بازگشایی واروشا تحت کنترل ترک‌های قبرس شد، گفت که با تصمیم تاتار مخالف است زیرا او این موضوع را قبل از انتخابات ریاست‌جمهوری ترک‌های قبرس به یک موضوع تبلیغاتی تبدیل کرده بود. اوزرسای نیز یک نامزد بود. این موضوع باعث شده‌است که دولت جمهوری خلق ترکیه تنها یک هفته مانده به انتخابات منحل شود. تاتار با تلاش برای حفظ چهره مبنی بر اینکه تصمیم برای باز کردن واروشا یک ترفند تبلیغاتی آنکارا نبود، گفت که او این تصمیم را به عنوان «نخست‌وزیر» و نه به عنوان یک نامزد در انتخابات آتی گرفته‌است.

## زندگی شخصی
او با سیبل تاتار ازدواج کرده‌است و دو فرزند دارند.